# Каланхое ромбовидно-волосистое
Каланхое ромбовидно-волосистое (лат. Kalanchoe rhombopilosa) — вид суккулентных растений рода Каланхое (Kalanchoe) семейства Толстянковые (Crassulaceae) произрастающий на Мадагаскаре.

## Название
Родовое научное латинское название Kalanchoe является французской фонетической транскрипцией китайского Kalan Chauhuy – «то, которое падает и растёт», в виду того что у некоторых видов дочерние растения образуются прямо на листьях, затем падают и прорастают.
Латинский видовой эпитет rhombopilosa происходит от др.-греч. ῥόμβος, rhómbos — ромб и лат. pilōsus — волосатый, лохматый; ромбовидно-волосистый.

## Описание
Суккулентное растение 30 см высотой, с вертикальными побегами и толстыми, мясистыми листьями светло-зеленые с серебристым оттенком. Листовые пластинки ложковидные, немного выгнутые вверх, на кончиках гофрированные. На листьях часто имеются темные, коричневые вкрапления. Цветки зеленоватые, трубчатые.

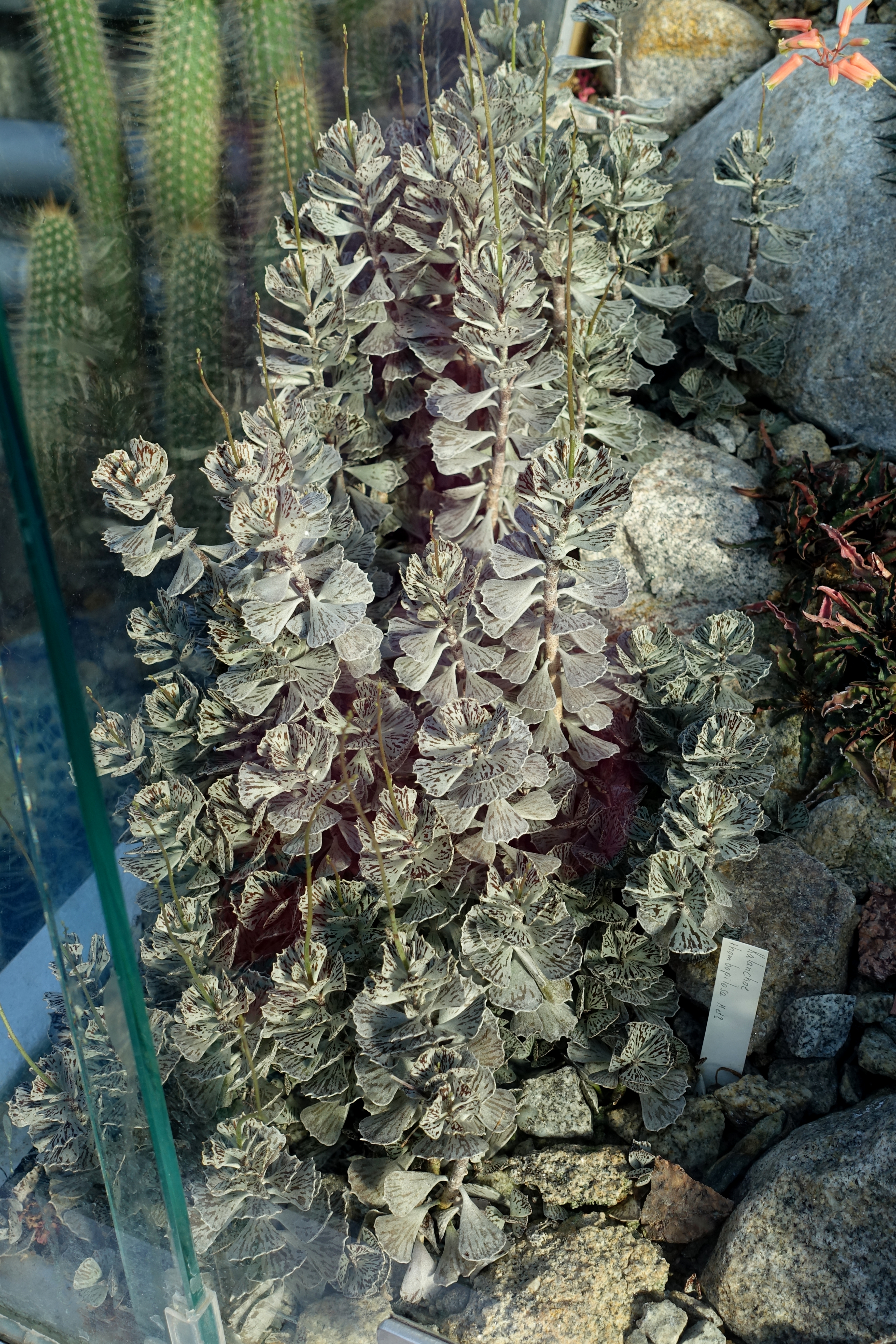
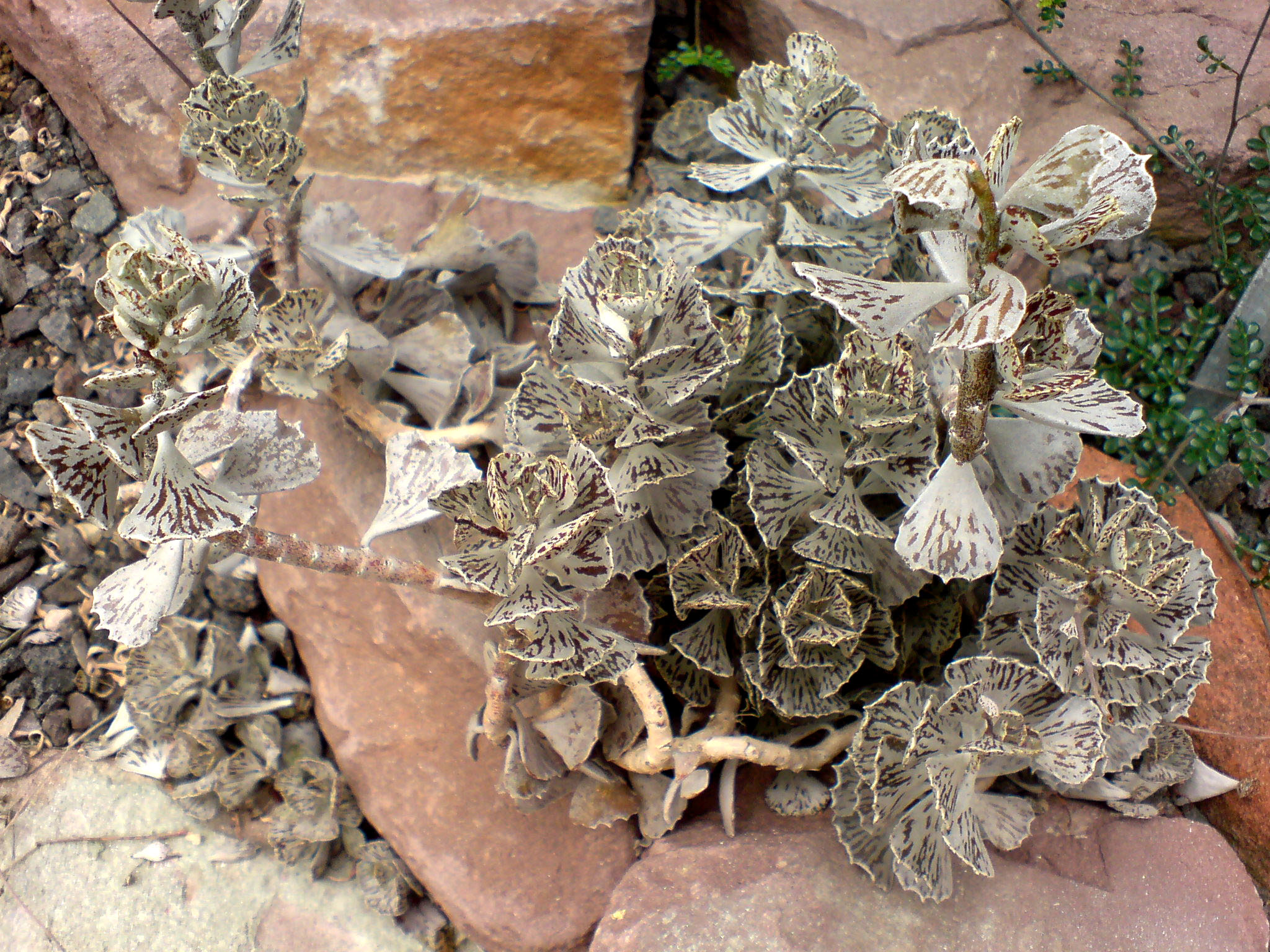
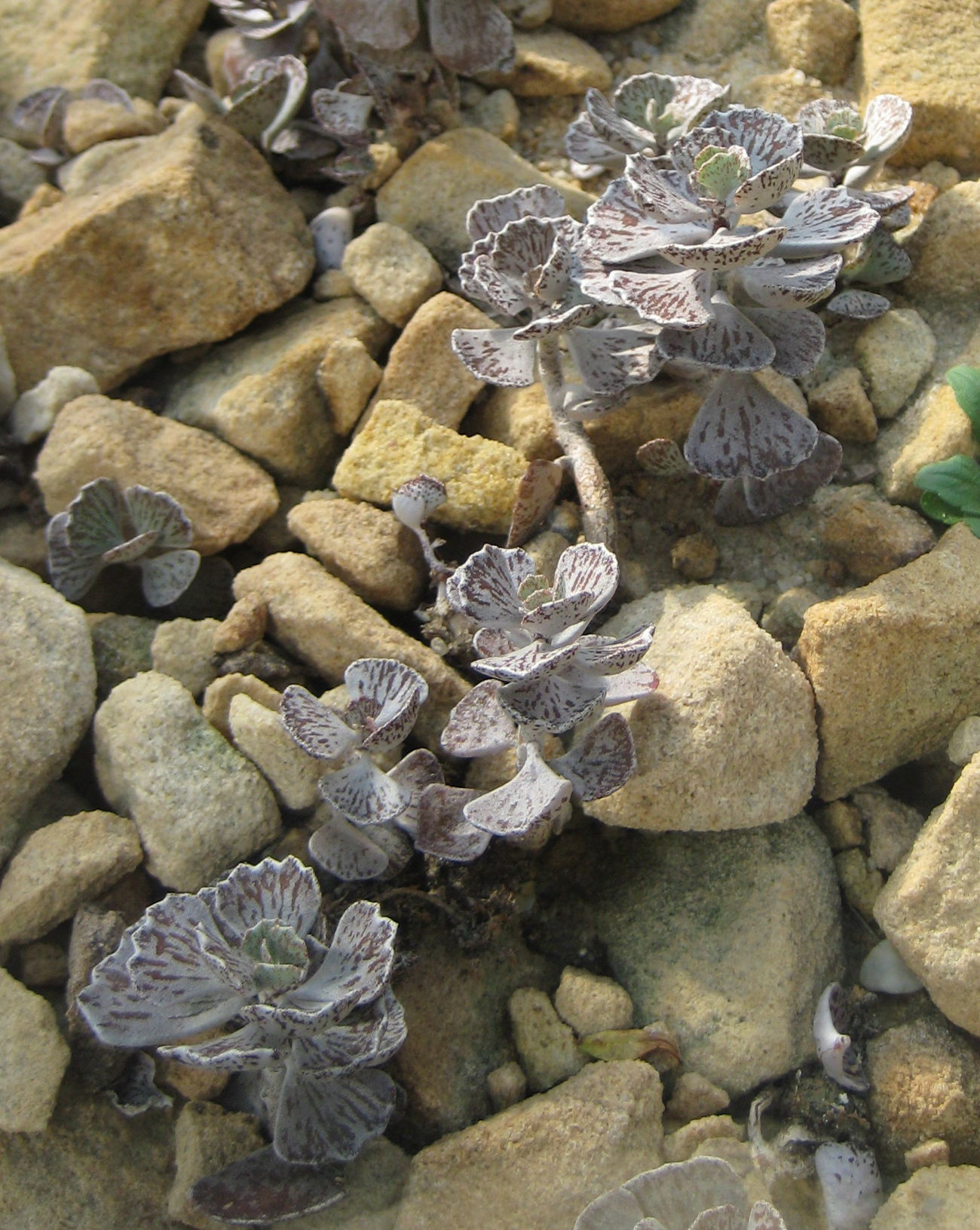
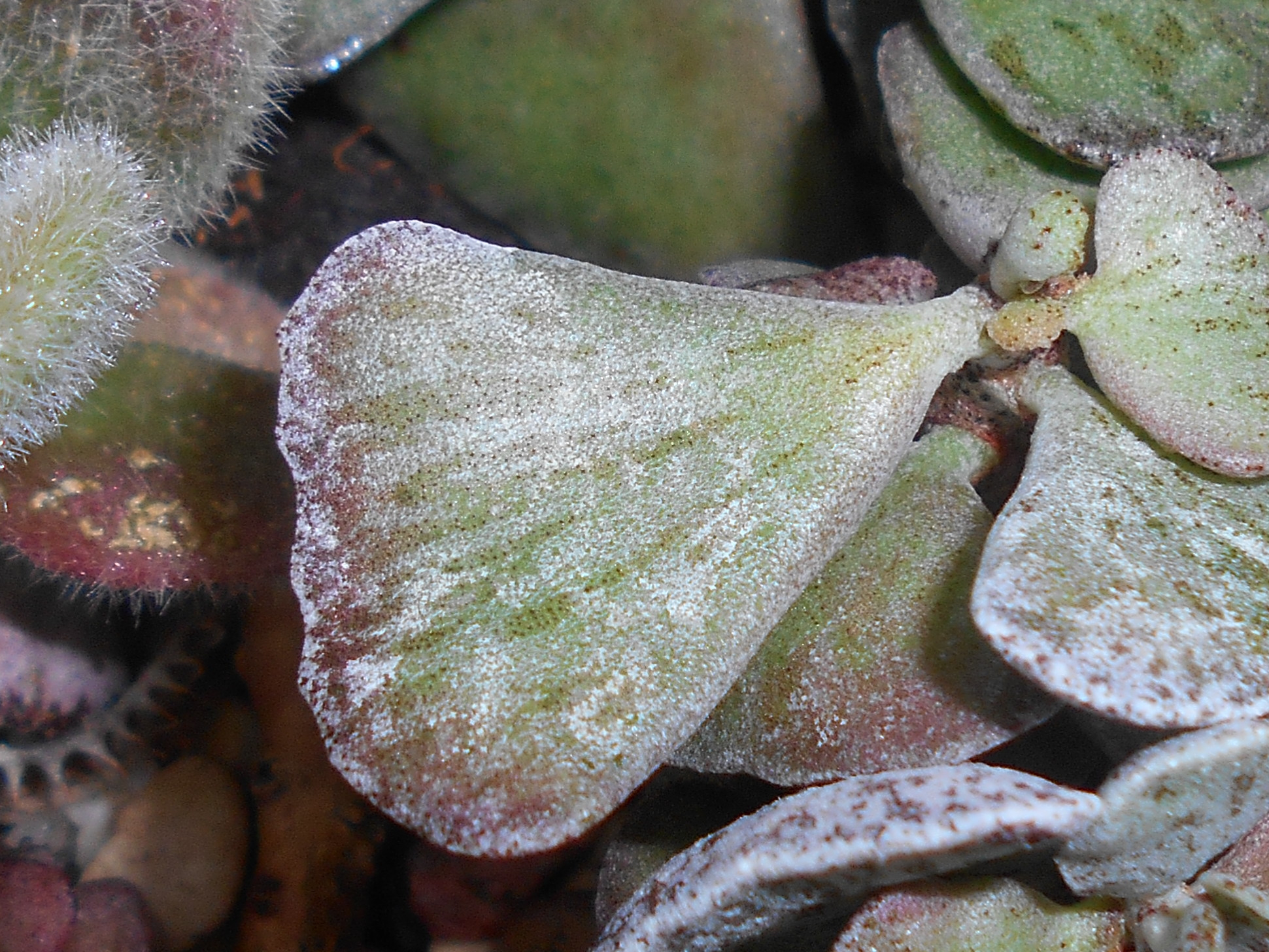

## Распространение
Произрастает на Мадагаскаре. Растет в основном в сезонно засушливом тропическом биоме.

## Таксономия
Kalanchoe rhombopilosa Mannoni & Boiteau, первое упоминание в Notul. Syst. (Paris) 13: 153 (1947).

#### Синонимы
Гетеротипные (основанные на разных номенклатурных типах):
- Kalanchoe rhombopilosa var. argentea Rauh (1997)
- Kalanchoe rhombopilosa var. viridifolia Rauh (1997)